# Tetragnatha hiroshii
Tetragnatha hiroshii là một loài nhện trong họ Tetragnathidae.
Loài này thuộc chi Tetragnatha. Tetragnatha hiroshii được miêu tả năm 1988 bởi Okuma.